# Jorge Ágapo Gonzales
Pour les articles homonymes, voir Gonzales.
Jorge Ágapo Gonzales Saldarriaga, né à Mallaritos dans la province de Sullana au nord du Pérou le 25 mars 1967, est un footballeur péruvien qui jouait au poste de défenseur central. Il est actuellement entraîneur. 
Il est considéré comme l'un des grands joueurs de l'histoire de l'Alianza Atlético de Sullana.

## Biographie

### Carrière de joueur
Surnommé El pato (« le canard »), Jorge Ágapo Gonzales joue dans sa jeunesse au Deportivo Mallarés de sa ville natale, avant de signer en 1987 à l'Alianza Atlético de Sullana. Remplaçant lors de ses deux premières saisons – la charnière centrale de l'Alianza Atlético étant formée du duo Alejandro Lavalle-Freddy Berlanga – il profite du départ de Lavalle à l'Alianza Lima en 1989 pour s'imposer en défense. 
Il reste au sein du club jusqu'en 1995 lorsqu'il s'enrôle au Sport Boys de Callao mais il se blesse lors de son premier match avec son nouveau club face au Ciclista Lima. N'arrivant plus à retrouver sa place de titulaire, il s'engage en 1996 à l'Atlético Torino. Malgré une bonne première saison – le club termine à la 5e place du championnat 1996 – il descend l'année suivante. En 1998, on le retrouve à l'Unión Minas de Cerro de Pasco puis il revient en 1999 à l'Alianza Atlético où il termine sa carrière avec plus de 200 matchs joués en 1re division péruvienne sous le maillot de ce club.

### Carrière d'entraîneur
Devenu entraîneur, Ágapo Gonzales dirige en 2e division péruvienne l'América Cochahuayco entre 2008 et 2010 et l'Alianza Unicachi en 2011. Il a aussi l'occasion de diriger en Copa Perú (D3 péruvienne) le Deportivo Binacional en 2013 suivi du Sport Rosario en 2014.
Il dirige à deux reprises l'Atlético Torino en 2014 et 2022 avant d'être nommé entraîneur de l'équipe réserve de l'Alianza Atlético – son ancien club de joueur – en 2023. Il occupe même l'intérim à la tête du club cette même année.